# Apterophora caliginosa
Apterophora caliginosa är en tvåvingeart som beskrevs av Charles Thomas Brues 1923. Apterophora caliginosa ingår i släktet Apterophora och familjen puckelflugor. Inga underarter finns listade i Catalogue of Life.